# آندری استادنیک
آندری استادنیک (به اوکراینی: Андрі́й Ста́днік؛ زادهٔ ۱۵ آوریل ۱۹۸۲) کشتی‌گیر پیشین اهل اوکراین است که در دستهٔ ۶۶ کیلوگرم کشتی آزاد، برندهٔ مدال نقرهٔ بازی‌های المپیک ۲۰۰۸ پکن شد. استادنیک همچنین برندهٔ مدال برنز مسابقات قهرمانی کشتی جهان (۲۰۰۶) و قهرمان مسابقات قهرمانی کشتی اروپا (۲۰۰۹) است.
خواهر او ماریا استادنیک نیز از کشتی‌گیران پرافتخار اوکراینی است.